# Trentepohlia geniculata
Trentepohlia geniculata är en tvåvingeart som först beskrevs av Alexander 1914.  Trentepohlia geniculata ingår i släktet Trentepohlia och familjen småharkrankar. Inga underarter finns listade i Catalogue of Life.